# Kaiserpreis (Kunst)
Der Kaiserpreis war ein österreichischer Kunstpreis, der am 18. April 1890 durch Kaiser Franz Joseph I. aus Privatmitteln gestiftet wurde. Er war vorgesehen zur „Förderung vaterländischer künstlerischer Bestrebungen“ und wurde bis 1918 vorzugsweise an hochbegabte junge Künstler verliehen.
Der Preis bestand jeweils aus einer Kassette mit 400 Golddukaten und war die höchste künstlerische Auszeichnung der Genossenschaft der bildenden Künstler Wiens.

## Preisträger
- 1890: Gustav Klimt (für sein Aquarell „Inneres des alten Burgtheaters“)[3]
- 1891: Adolf Hirschl
- 1892: Julius Schmid
- 1893: Arthur Strasser
- 1894: Hans Bitterlich
- 1895: Charles Wilda
- 1896: Hans Temple
- 1897: Heinrich Lefler und Joseph Urban
- 1898: Alois Delug
- 1899: Wilhelm Seib
- 1900: Leopold Burger
- 1901: Eduard Veith
- 1902: Theodor Charlemont
- 1903: Albin Egger-Lienz
- 1904: Johann Nepomuk Geller
- 1905: Josef Jungwirth
- 1906: Ferdinand Brunner
- 1907: Ludwig Koch
- 1908: Hans Larwin
- 1909: Theodor Stundl
- 1910: Heinrich Tomec
- 1911: Carl Wollek
- 1912: Anton Hans Karlinsky
- 1913: Karl Hassmann
- 1914: Karl Sterrer (junior)
- 1915: Emanuel Baschny und Anton Endstorfer
- 1916: Alfred Cossmann
- 1917: keine Verleihung
- 1918: Otto Hofner und Hans Ranzoni